# Абу аль-Валид
Ази́з бен Саи́д бен Али́ Аль-Гамди́ (аль-Гамди, аль-Хамиди; 1967, Саудовская Аравия — 16 апреля 2004, под Ца-Ведено, Чечня, Россия) — арабский полевой командир, террорист, специалист по диверсионно-подрывным операциям, в 1995—2004 годах принимал участие в Первой и Второй чеченских войнах на стороне сепаратистов в Чечне, с середины 2002 года командующий Восточным фронтом ВС Чеченской Республики Ичкерия.
Лидер арабских боевиков в Чечне, преемник Хаттаба.
Объявлялся в розыск российскими правоохранительными органами и Интерполом.

## Биография
Родился в 1967 году в Саудовской Аравии.
Утверждают, что, недоучившись в школе, аль-Валид в 17 лет поступил в армию Саудовской Аравии, где окончил школу минёров, участвовал в военных операциях против Южного Йемена, задействовался спецслужбами, был кадровым офицером одной из саудовских спецслужб. По некоторым сведениям, окончил Академию Национальной гвардии Саудовской Аравии, после чего отбыл в командировку в Анголу.
Также полагают, что он состоял в организации «Братья-мусульмане», по крайней мере, получал от неё помощь, представлял её в Чечне.
По некоторым сведениям, проходил подготовку по работе со взрывчаткой в Афганистане при первом правлении талибов. Там же, в Афганистане, познакомился с Усамой бен Ладеном.
В начале 1990-х годов два года воевал в Таджикистане.

### В Чечне
В Чечне с конца 1995 года, прибыл вместе с Хаттабом. По другим сведениям, с 1997 года. Сразу же стал принимать непосредственное участие в операциях против российских войск, в подготовке и командовании диверсионно-подрывными операциями на Кавказе и в других регионах России. Занимался созданием и управлением тренировочными лагерями боевиков в Чечне.
Входил в ближайшее окружение Хаттаба, стал одним из его ближайших помощников, а затем и первым заместителем. В то же время поступали сообщения о конфликтах и соперничестве между ними из-за финансирования.
После гибели Хаттаба 20 марта 2002 года был назначен «амиром» арабо-мусульманской группы в Чечне, выполнял функции координатора финансовых поступлений боевикам. По некоторым сведениям, подозревался в причастности к убийству Хаттаба. По оценкам ФСБ России, представлял собой «одну из самых влиятельных фигур в руководстве чеченских боевиков».
Летом 2002 года согласно сайту чеченских сепаратистов «Кавказ-центр» стал командующим новообразованного Восточного фронта ВС ЧРИ.
В ноябре 2003 года было объявлено о вознаграждении в размере 3 миллиона рублей или 100 тысяч долларов США за помощь в его нейтрализации или сообщение о местонахождении Абу аль-Валида. Вознаграждение намеревались выплатить из средств, находившихся в распоряжении самого Абу аль-Валида.
В преддверии президентских выборов в России 2004 года выступил с заявлением, что если будет избран тот, кто выступает за войну в Чечне, значит, русские объявляют войну чеченцам, от этого зависит проведение терактов на территории РФ.
3 октября 2007 года согласно сайту чеченских сепаратистов «Кавказ-центр» президент ЧРИ Доку Умаров своим указом посмертно наградил его высшим орденом ЧРИ «Честь Нации».
За предшествующие его смерти несколько лет сообщения о его смерти поступали семь раз: в бою в апреле и июле 2000 года (оказался только ранен), в сентябре 2001 года, в марте (якобы убит неизвестным убийцей) и в июне-июле 2002 года (утонул во время наводнения), в сентябре 2003 года (застрелен снайпером в бою, тело унесли боевики) и в ноябре того же года.
16 апреля 2004 года был убит во время артиллерийского обстрела федеральными войсками одного из горных районов Чечни. После гибели Абу аль-Валида командиром этого отряда стал Абу Хафс аль-Урдани. Его смерть была подтверждена родственниками (через телеканал Al Arabiya её подтвердил его брат Абдулла аль-Сайед, находившийся в Эр-Рияде) и боевиками через «Кавказ-центр». Однако представители российских спецслужб объявляли, что не могут официально подтвердить его смерть.
Только 24 сентября 2004 года представитель Регионального оперативного штаба по проведению контртеррористической операции на Северном Кавказе (РОШ) Илья Шабалкин подтвердил информацию о ликвидации Абу аль-Валида в середине апреля 2004 года.
Акции
- В апреле 1996 года совместно с Хаттабом подготовил засаду на колонну 245-го мотострелкового полка в Аргунском ущелье.
- Летом 1999 года участвовал в разработке планов вторжения в Дагестан, готовил взрывы в Москве и Волгодонске, Российская Генпрокуратура объявляла его и Хаттаба заказчиками этих терактов[19].
- В апреле 2000 года руководил нападением на колонну 51-го парашютно-десантного полка 106-й (тульской) дивизии ВДВ.
- В марте-апреле 2001 года его отряд совершил подрыв бронетехники федеральных сил на южной окраине селения Сержень-Юрт и ряд обстрелов зданий органов исполнительной власти в Шалинском районе.
- Абу аль-Валид лично принимал участие в уничтожении в августе 2001 года армейского вертолёта в 1,3 км севернее населённого пункта Верхатой Веденского района (боевики снимали запуск ПЗРК на видео).
- 30 сентября 2001 года в селении Автуры Шалинского района боевиками из группы Абу аль-Валида были захвачены заместитель военного коменданта Веденского района по артиллерии подполковник Боряев, сотрудник МВД Чеченской Республики (личность не установлена), а также 11 чеченцев, сотрудничавших с федеральными силами. Абу аль-Валид лично допрашивал подполковника Боряева и снимал допрос на видеокамеру.
- Был в числе тех, кто спланировал и оплатил взрыв военного госпиталя в Моздоке летом 2003 года[25].